# Державна зрада
Держа́вна зра́да — діяння, умисно вчинене громадянином на шкоду суверенітетові, територіальній цілісності та недоторканності, обороноздатності, державній, економічній чи інформаційній безпеці держави: перехід на бік ворога в умовах воєнного стану або в період збройного конфлікту, надання іноземній державі, іноземній організації (спецслужбі) або їхнім представникам допомоги в проведенні підривної діяльності проти держави.

## Об'єкти державної зради
Родовий об'єкт цього злочину — злочини проти основ національної безпеки України.
Безпосередній об'єкт цього злочину — зовнішня безпека України, її суверенітет, територіальна цілісність і недоторканність, обороноздатність, державна, економічна чи інформаційна безпека.
Видовий об'єкт цього злочину — зовнішня та внутрішня безпеки України.

## Предмет державної зради
Відомості, що становлять державну таємницю (передбачено ст. 111 КК України).

## 3 Форми об'єктивної сторони

### Перша форма державної зради
Перехід на бік ворога полягає в наданні безпосередньої допомоги державі, з якою Україна перебуває в умовах воєнного стану або збройного конфлікту.
Форми такого переходу можуть бути різними:
- перехід до ворога через лінію фронту;

- вступ до армії ворожої держави;

- участь за її завданням у бойових діях проти України;

- надання різної допомоги агентам такої держави та ін..

Перехід на бік ворога може полягати як у переході на територію ворожої держави (так званий фізичний перехід), так і в наданні допомоги такій державі або її представникам на території України (так званий інтелектуальний перехід).
У цій формі державна зрада визнається закінченою з моменту, коли особа почала надавати допомогу ворогові.
Обов'язковою ознакою об'єктивної сторони цієї форми державної зради є час вчинення злочину — в умовах воєнного стану або в період збройного конфлікту.

### Друга форма державної зради
Шпигунство — це передача або збирання з метою передачі іноземній державі, іноземній організації або їх представникам відомостей, що становлять державну таємницю.

### Третя форма
Надання іноземній державі, іноземній організації або їх представникам допомоги в проведенні підривної діяльності проти України полягає в будь-якій допомозі у проведенні підривної діяльності проти інтересів України.
При цій формі не має значення, як діяла особа — за завданням іноземної держави чи з власної ініціативи.
Допомога в проведенні підривної діяльності може виявлятися в сприянні резидентам (таємним представникам іноземних розвідок), укриття розвідника або його спорядження, вербування агентів для проведення підривної діяльності проти України тощо.
Цією формою охоплюються і випадки, коли особа за завданням іноземних держав або їх представників організовує (або вчинює) на шкоду Україні будь-який інший злочин проти основ національної безпеки України (наприклад, диверсію, посягання на життя державного чи громадського діяча). У таких випадках відповідальність повинна наставати за сукупністю злочинів (наприклад, за статтями 111 і 113 КК.

## Суб'єкт
Суб'єкт злочину спеціальний (див. ч. 2 ст. 18 КК України) — ним може бути тільки громадянин України, який досяг до вчинення злочину шістнадцяти років.

### Суб'єктивна сторона
Суб'єктивна сторона цього злочину характеризується виною в формі прямого умислу: за якого особа усвідомлює, що її діяння вчинюються на шкоду суверенітету, територіальній цілісності та недоторканності, обороноздатності, державній, економічній чи інформаційній безпеці України і бажає їх здійснити. Мотиви можуть бути різними (ненависть до України, користь та ін.), але на кваліфікацію це не впливає.
Обов'язковими умовами звільнення від кримінальної відповідальності за ч. 3 ст. 111 є наявність трьох обставин:
1) отримання громадянином України злочинного завдання іноземної держави, іноземної організації, їх представників;
2) не вчинення жодних дій на виконання цього завдання;
3) добровільна заява органам державної влади про свій зв'язок з ними і про отримане завдання.
Відсутність хоча б однієї з цих обставин виключає можливість звільнення особи від кримінальної відповідальності.

## Відповідальність за злочин
Покарання за злочин: за ч. 1 ст. 111 — позбавлення волі на строк від дванадцяти до п'ятнадцяти років з конфіскацією майна або без такої; за ч. 2 ст. 111 — державна зрада, вчинена в умовах воєнного стану — позбавлення волі на строк п'ятнадцять років або довічне позбавленням волі, з конфіскацією майна.